# William J. Scherle
William Joseph Scherle, född 14 mars 1923 i Herkimer County, New York, död 27 augusti 2003 i Council Bluffs, Iowa, var en amerikansk republikansk politiker. Han var ledamot av USA:s representanthus 1967-1975.
Scherle tjänstgjorde i USA:s flotta 1942-1946 och studerade efter andra världskriget vid Southern Methodist University i Dallas. Han flyttade 1948 till Iowa.
Scherle besegrade sittande kongressledamoten John R. Hansen i kongressvalet 1966. Han omvaldes 1968, 1970 och 1972. Demokraten Tom Harkin, som hade utmanat Scherle redan 1972, besegrade sedan honom i kongressvalet 1974.
Scherle var katolik. Hans grav finns på Arlingtonkyrkogården.